# Honda Tadakatsu

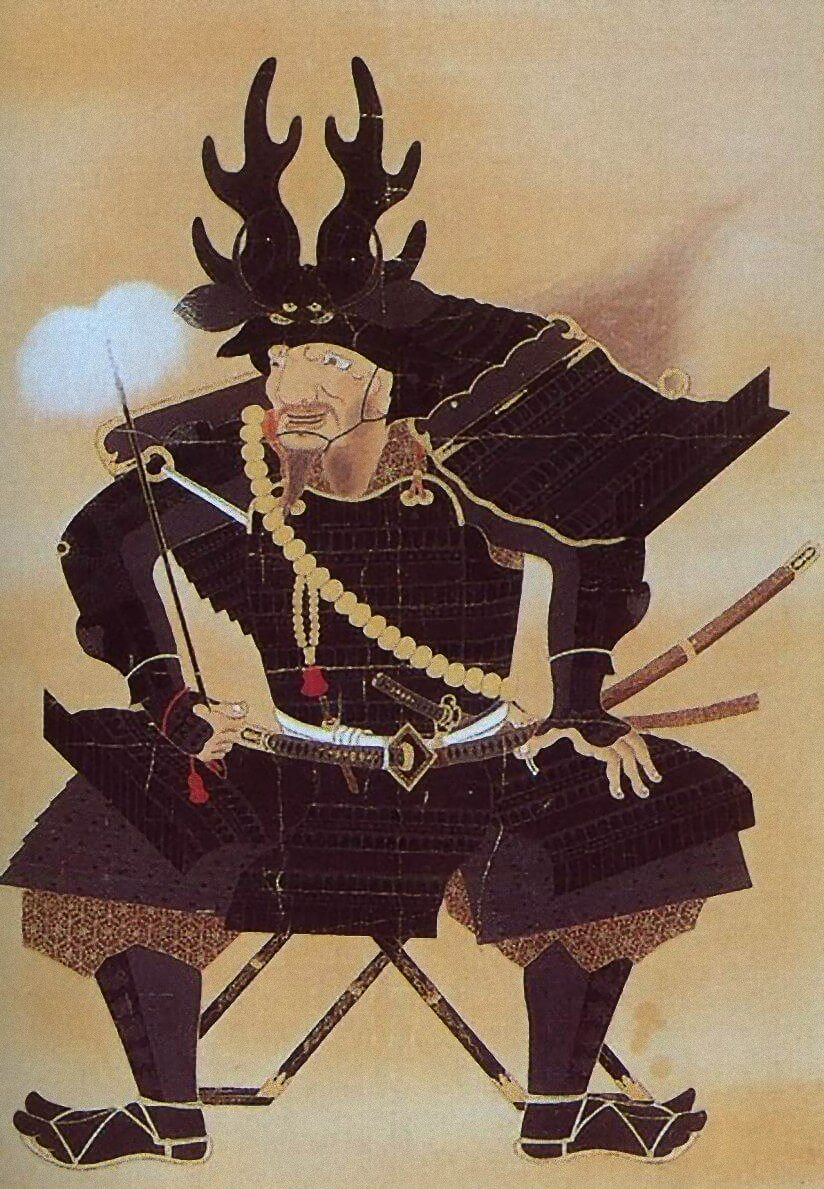
Honda Tadakatsu

Honda Tadakatsu (jap. 本多 忠勝; * 1548; † 3. Dezember 1610), Sohn des Honda Tadataka, war ein japanischer General, der unter Tokugawa Ieyasu kämpfte. 1590 wurde er zum ersten Daimyō des Han Ōtaki (100.000 koku). 1601 erhielt er für seine Verdienste von Tokugawa Ieyasu stattdessen das Han Kuwana (150.000 koku).
Er ist im Tatsuki-Schrein (龍城神社, Tatsuki-jinja) in Okazaki als Kami eingeschreint.